# Trem suburbano de Valparaíso
O Metrô de Valparaíso, também conhecido como MERVAL, é um sistema de metropolitano que opera em 5 comunas da Grande Valparaíso, no Chile. É operado pelo Metro Regional de Valparaíso S.A., filial da Empresa de los Ferrocarriles del Estado (EFE).
É composto atualmente por uma única linha em operação, que possui 20 estações e 43 km de extensão. O sistema foi inaugurado no dia 23 de novembro de 2005, em uma cerimônia que contou com a presença do presidente chileno na época, Ricardo Lagos.
Atualmente, atende as seguintes comunas: Limache, Quilpué, Valparaíso, Villa Alemana e Viña del Mar. O sistema transportou 20.211.849 passageiros em 2013.

## Estações
O sistema é composto por 20 estações em operação, das quais 4 são subterrâneas e 16 são superficiais. As estações que estão em operação são listadas a seguir:
- Puerto
- Bellavista
- Francia
- Barón
- Portales
- Recreo
- Miramar
- Viña del Mar
- Hospital
- Chorrillos
- El Salto
- Quilpué
- El Sol
- El Belloto
- Las Américas
- La Concepción
- Villa Alemana
- Sargento Aldea
- Peñablanca
- Limache